# Morris Pert
Morris David Brough Pert (8. září 1947 Arbroath – 27. dubna 2010 Balchrick) byl britský hudební skladatel, bubeník a perkusionista. Hrál s mnoha významnými muzikanty včetně Paula McCartneyho, Andrewa Lloyd Webbera, Johna Williamse, Kate Bushové, Mika Oldfielda, Petera Gabriela, Phila Collinse a jazzrockové skupiny Brand X.
Pert se hlásil k ovlivnění symbolismem a kulturou původních obyvatel Skotska (Piktů), odkud pocházel. Ve 21. století pracoval s elektronickou hudbou.